# Vienna Open 2000 - Qualificazioni singolare
Le qualificazioni del singolare al Vienna Open 2000 sono state un torneo di tennis preliminare per accedere alla fase finale della manifestazione. I vincitori dell'ultimo turno sono entrati di diritto nel tabellone principale. In caso di ritiro di uno o più giocatori aventi diritto a questi sono subentrati i lucky loser, ossia i giocatori che hanno perso nell'ultimo turno ma che avevano una classifica più alta rispetto agli altri partecipanti che avevano comunque perso nel turno finale.
Le qualificazioni del torneo Vienna Open 2000 prevedevano 16 partecipanti di cui 4 sono entrati nel tabellone principale.

## Teste di serie
1. Maks Mirny (Qualificato)
2. Gianluca Pozzi (Qualificato)
3. Thomas Johansson (Qualificato)
4. Sláva Doseděl (Qualificato)

1. Assente
2. Alexander Popp (ultimo turno)
3. Julien Boutter (primo turno)
4. Cyril Saulnier (ultimo turno)

## Qualificati
1. Maks Mirny
2. Gianluca Pozzi

1. Thomas Johansson
2. Sláva Doseděl

## Tabellone

### Legenda
| - Q = Qualificato - WC = Wild card - LL = Lucky loser | - ALT = Alternate - SE = Special Exempt - PR = Protected Ranking | - w/o = Walkover - r = Ritirato - d = Squalificato |

### Sezione 1
|  | Primo turno | Primo turno    | Primo turno    | Primo turno | Primo turno |  |  | Ultimo turno | Ultimo turno   | Ultimo turno   | Ultimo turno | Ultimo turno |  |
|  |             |                |                |             |             |  |  |              |                |                |              |              |  |
|  | 1           | Maks Mirny     | Maks Mirny     | 6           | 6           |  |  |              |                |                |              |              |  |
|  |             | Neville Godwin | Neville Godwin | 4           | 1           |  |  | 1            | Maks Mirny     | Maks Mirny     | 7            | 6            |  |
|  |             | Nenad Zimonjić | Nenad Zimonjić | 6           | 6           |  |  |              | Nenad Zimonjić | Nenad Zimonjić | 65           | 1            |  |
|  | 7           | Julien Boutter | Julien Boutter | 3           | 3           |  |  |              |                |                |              |              |  |

### Sezione 2
|  | Primo turno | Primo turno          | Primo turno        | Primo turno | Primo turno |  |  | Ultimo turno | Ultimo turno   | Ultimo turno | Ultimo turno | Ultimo turno |  |
|  |             |                      |                    |             |             |  |  |              |                |              |              |              |  |
|  | 2           | Gianluca Pozzi       | Gianluca Pozzi     | 6           | 6           |  |  |              |                |              |              |              |  |
|  |             | Herbert Wiltschnig   | Herbert Wiltschnig | 2           | 3           |  |  | 2            | Gianluca Pozzi | 1            | 7            | 6            |  |
|  | 8           | Cyril Saulnier       | 65                 | 7           | 6           |  |  | 8            | Cyril Saulnier | 6            | 5            | 3            |  |
|  |             | Sébastien de Chaunac | 7                  | 5           | 3           |  |  |              |                |              |              |              |  |

### Sezione 3
|  | Primo turno | Primo turno      | Primo turno      | Primo turno | Primo turno |  |  | Ultimo turno | Ultimo turno     | Ultimo turno     | Ultimo turno | Ultimo turno |  |
|  |             |                  |                  |             |             |  |  |              |                  |                  |              |              |  |
|  | 3           | Thomas Johansson | Thomas Johansson | 7           | 6           |  |  |              |                  |                  |              |              |  |
|  |             | Alexander Peya   | Alexander Peya   | 65          | 4           |  |  | 3            | Thomas Johansson | Thomas Johansson | 6            | 6            |  |
|  | 6           | Alexander Popp   | Alexander Popp   | 6           | 7           |  |  | 6            | Alexander Popp   | Alexander Popp   | 4            | 2            |  |
|  |             | Radomír Vašek    | Radomír Vašek    | 2           | 5           |  |  |              |                  |                  |              |              |  |

### Sezione 4
|  | Primo turno   | Primo turno   | Primo turno   | Primo turno | Primo turno |  |  | Ultimo turno | Ultimo turno  | Ultimo turno | Ultimo turno | Ultimo turno |  |
|  |               |               |               |             |             |  |  |              |               |              |              |              |  |
|  | 4             | Sláva Doseděl | 6             | 6           | 6           |  |  |              |               |              |              |              |  |
|  |               | Ivo Heuberger | 7             | 0           | 2           |  |  | 4            | Sláva Doseděl | 7            | 65           | 7            |  |
|  | Diego Nargiso | Diego Nargiso | Diego Nargiso | 6           | 6           |  |  |              | Diego Nargiso | 65           | 7            | 5            |  |
|  | Lionel Roux   | Lionel Roux   | Lionel Roux   | 2           | 2           |  |  |              |               |              |              |              |  |